# Anomala tahunensis
Anomala tahunensis är en skalbaggsart som beskrevs av Carsten Zorn 2006. Anomala tahunensis ingår i släktet Anomala och familjen Rutelidae. Inga underarter finns listade i Catalogue of Life.